# Burcombe
Burcombe – wieś w Anglii, w hrabstwie Wiltshire. Leży 14 km na zachód od miasta Salisbury i 138 km na zachód od Londynu.